# Čuvaj se!
Čuvaj se! prvi je studijski album riječkog elektro - pop sastava Denis & Denis, koji diskografska kuća Jugoton objavljuje 1984. godine.

## O albumu
Album je najavio vrlo uspješan hit-singl "Program tvog kompjutera", kojem je autor Davor Tolja. LP sadrži 9 skladbi, a među njima je teško izdvojiti neku jer su sve bile potencijalni hitovi. Odmah po objavljivanju, album postiže veliki uspjeh te slijede brojna televizijska gostovanja i pojavljivanje u ostalim medijima. Po glasanju kritike i čitatelja časopisa "Rock", proglašne je najboljim albumom godine.
Na snimanju gostuju Massimo Savić na gitari te Zoran Prodanović i Edi Kraljić na vokalima, dok su producenti bili Andrej Baša i Tolja.

## Popis pjesama
| 1. | »Čuvaj se«       | Davor Tolja – Elvis Stanić   | 3:53 |
| 2. | »Tek je 7 sati«  | Davor Tolja – Domenika Vanić | 3:35 |
| 3. | »28 minuta do 5« | Davor Tolja – Elvis Stanić   | 2:56 |
| 4. | »Telefon«        | Davor Tolja – Domenika Vanić | 4:10 |
| 5. | »Ti i ja«        | Davor Tolja – Domenika Vanić | 4:02 |

| 1. | »Program tvog kompjutera« | Davor Tolja – Domenika Vanić | 4:12 |
| 2. | »Doba noćnih kiša«        | Davor Tolja – Domenika Vanić | 4:15 |
| 3. | »Sačuvaj nešto«           | Davor Tolja – Damir Panđur   | 4:36 |
| 4. | »Dio refrena«             | Davor Tolja – Dražen Cuculić | 4:35 |

## Izvođači
- Marina Perazić - vokal
- Davor Tolja - klavijature, ritam mašina
- Massimo Savić - gitara
- Edi Kraljić - prateći vokali
- Zoran Prodanović Prlja - prateći vokali

### Produkcija
- Producent - Andrej Baša, Davor Tolja
- Tekstovi - Domenika Vanić (skladbe: A2, A4 do B2), Elvis Stanić (skadbe: A1, A3)
- Glazba, aranžer - Davor Tolja
- Glavni i odgovorni urednik - Dubravko Majnarić
- Dizajn i fotografija - Bachrach & Krištofić

## Vanjske poveznice
- Diskografija.com - Recenzija albuma Čuvaj se!
- http://www.marinaperazic.dzaba.com/cuvajse.htm  Arhivirana inačica izvorne stranice od 30. listopada 2009. (Wayback Machine)